# Adoration (phim 2013)
Sắc dục (tên tiếng Anh: Adoration - được biết đến ở Bắc Mỹ và Anh với tên Adore) là bộ phim kịch tính ra mắt năm 2013 của đạo diễn Anne Fontaine. Phim có sự tham gia của những ngôi sao như Naomi Watts, Robin Wright, Ben Mendelsohn, Xavier Samuel và James Frecheville. Bộ phim được dựa trên bộ tiểu thuyết ra mắt năm 2003 bởi nhà văn người Anh Doris Lessing với tựa đề The Grandmothers.
Phim được công chiếu tại Liên hoan phim Sundance 2013 dưới tựa đề gốc là Two Mothers (tạm dịch: Hai người mẹ).

## Nội dung
Câu chuyện lấy bối cảnh tại New South Wales kể về hành trình của hai người bạn thân là Roz và Lil. Hai người đã quen biết nhau từ nhỏ và vẫn luôn giữ mối quan hệ bạn bè khăng khít với nhau đến cả khi lớn lên. Sau khi lập gia đình, cả hai có cho mình những cậu con trai riêng là Tom, con trai của Roz và Ian, con trai của Lil. Cũng giống như mẹ của mình, Ian và Tom cũng đã trở thành bạn thân với nhau từ nhỏ. Và cả bốn người luôn xem nhau là những thành viên trong gia đình.
Chồng của Roz là một giáo viên dạy âm thanh tên Harold. Sau bao ngày tháng theo đuổi ước mơ của mình thì cuối cùng Harold cũng đã được nhận thư mời làm việc tại Sydney, nơi mà anh hằng mơ ước. Và Harold cũng đã quyết định đến đó làm việc. Tuy nhiên khi anh nói việc này với Roz và mong muốn cô cùng Tom sẽ chuyển đến Sydney sống chung thì Roz lại từ chối vì cô đã quên ở nơi này và không muốn bỏ lại người bạn Lil của mình. Việc đó đã khiến Harold rất tức giận, anh đã quyết định đến Sydney một mình để thu xếp công việc và điều đó khiến Roz rất buồn. Cũng vào đêm đó, Ian đã tiếp cận Roz và hôn cô. Mặc dù do dự nhưng cuối cùng, trước sự quyến rũ của Ian, hai người đã có một đêm lãng mạn bên nhau. Trớ trêu thay, điều đó đã bị Tom chứng kiến, nó khiến anh cảm thấy bối rối, thất vọng rồi tức giận. Anh đã quyết định trả thù họ bằng cách đi đến nhà Lil để quyến rũ cô và cố gắng làm lại tất cả những việc như Ian đã làm với mẹ mình. Nhưng Lil đã chống cự và từ chối, Tom thất bại nên đành phải kể cho cô nghe những gì mà anh đã thấy. Cuối cùng, Tom quyết định ngủ ở lại nhà Lil và họ cũng đã làm những chuyện như Roz và Ian.
Sau biết tất cả mọi chuyện, Roz đi đến chỗ làm của Lil để đối chất. Họ đã nói chuyện với nhau về những chuyện đã xảy ra giữa bốn người. Và cuối cùng, cả hai người mẹ quyết định rằng họ sẽ dừng lại tất cả vì mọi chuyện đã đi quá giới hạn. Họ đã gặp Tom và Ian để nói ra quyết định kết thúc của mình. Nhưng với tình cảm quá lớn dành cho nhau, Roz và Ian vẫn tiếp tục lén lút nối lại mối quan hệ của mình và song song đó, Lil và Tom cũng vậy. Sau một thời gian dài, cả bốn người dường như đã thích nghi được với cuộc sống mới và họ chấp nhận chung sống với nhau như một gia đình thật sự. Còn về phần Harold, sau chuyến công tác tại Sydney, anh đã trở về và một lần nữa cố gắng thuyết phục vợ và con trai chuyển đến Sydney để sống cùng mình. Nhưng vì đang hạnh phúc bên mái ấm riêng của mình nên cả hai đã từ chối. Và sự thất bại lần nữa của Harold đã dẫn đến quyết định ly hôn giữa anh và Roz.
Hai năm sau, Ian đã trở thành một nhân viên của công ty đóng du thuyền giống mẹ mình, còn Tom thì đang theo học tại trường sân khấu. Harold ngỏ ý mời Tom đến Sydney để thử sức làm đạo diễn cho một vở kịch của họ và dưới sự khích lệ của Roz, Ian và Lil, Tom đã chấp nhận đến Sydney. Khi ở Sydney, anh đã gặp Mary, người đã tham gia vào buổi thử vai cho vở kịch của Tom. Hai người nảy sinh tình cảm với nhau. Trở về nhà, Tom thường xuyên nhắc đến Mary trước mặt Roz, Ian và Lil. Điều đó đã khiến Lil nhận ra rằng cô không còn là người mà Tom yêu nữa. Biết được chuyện của Lil, Roz bắt đầu nghĩ về bản thân mình, cô sợ rồi một ngày Ian cũng sẽ như Tom, rời bỏ cô để đến với người khác, một người trẻ hơn. Và cả hai người bạn thân Roz và Lil lại một lần nữa quyết định chấm dứt mọi chuyện. Và điều này đã khiến Ian rất bất mãn và buồn.
Một thời gian sau, Tom đã quyết định kết hôn với Mary. Trong buổi tiệc cưới, Ian đã gặp một cô gái tên là Hannah, hai người thầm thích nhau và họ đã có một đêm lãng mạn với nhau. Nhưng khi đang ở bên Hannah, Ian luôn cảm thấy nhớ về Roz và trong đêm đó, anh quyết định đến trước cửa nhà Roz và cầu xin được gặp cô, nhưng Roz từ chối. Sự từ chối của Roz đã khiến Ian tức giận và anh đã phi thẳng ra bờ biển lướt sóng để giải tỏa sự buồn bã của mình. Nhưng do thời tiết xấu và biển động nên Ian đã gặp tai nạn và bị gãy chân. Biết được chuyện, Roz đã vô cùng lo lắng và đến thăm anh nhưng do giận Roz vì chuyện lần trước nên Ian đã từ chối gặp cô. Còn Hannah thì sau khi Ian bị tai nạn, cô thường xuyên đến bệnh viện để chăm sóc anh và họ đã bắt đầu một mối quan hệ tình cảm thực sự. Nhưng khi Ian và Tom hẹn nhau đi ăn trưa, Ian đã nói rằng anh cảm thấy mọi chuyện sẽ chẳng đi đến đâu và chắc anh ấy sẽ phải chia tay. Tuy nhiên, Hannah đã mang thai và Ian bắt buộc phải kết hôn với cô.
Sau nhiều năm trôi qua, bây giờ Ian và Tom đều đã kết hôn, và cả hai đều có cho mình những đứa con riêng đó là Shirley và Alice. Còn Mary và Hannah, vợ của Tom và Ian thì vẫn không biết gì về những chuyện trong quá khứ. Trong một buổi tối nọ, gia đình cả hai bên quyết định cùng nhau ăn tối, trong lúc đó Tom đã say và đi ra ngoài. Ian vô tình đi theo sau Tom và nhìn thấy anh ta đang ân ái với Lil. Quá tức giận, anh đến nói với Roz, Mary và Hannah toàn bộ sự thật về quá khứ của họ. Điều đó đã khiến Mary và Hannah rất sốc, tức giận và họ đã quyết định bỏ đi cùng với Shirley và Alice.
Khi Tom, Lil trở lại sau đó, họ thấy Roz đang ngồi một mình trong phòng, và Roz đã nói với họ rằng cô ấy không nghĩ rằng Mary, Hannah, hoặc các cháu gái của họ sẽ trở lại. Lil đã khóc và khẳng định rằng cô và Tom đã cố gắng dừng lại tất cả, nhưng họ vẫn không thể rời xa nhau.
Bộ phim kết thúc với cảnh Ian đang bơi đến một mảnh tàu nổi lềnh bềnh trên mặt nước, và đây cũng chính là nơi mà anh bắt đầu tán tỉnh Roz lần đầu tiên, đồng thời đây cũng là nơi mà Roz và Lil thường bơi đến khi họ còn nhỏ. Ian leo lên mảnh tàu và anh thấy rằng Tom, Lil và Roz đang ở đó. Sau khi nói với chào buổi sáng tốt lành với họ, anh ấy nằm xuống bên cạnh Roz.

## Diễn viên
- Naomi Watts vai Lil
- Robin Wright vai Roz
- Ben Mendelsohn vai Harold
- Xavier Samuel vai Ian
- James Frecheville vai Tom
- Jessica Tovey vai Mary
- Sophie Lowe vai Hannah
- Gary Sweet vai Saul

## Đánh giá

### Đánh giá chuyên môn
Bộ phim nhận nhiều phản hồi không mấy tích cực. Trong số 75 bài phê bình trên trang Rotten Tomatoes có 33% là đánh giá tích cực, đạt điểm trung bình là 4.70/10. Trang web có nhận xét chung rằng: "Naomi Watts và Robin Wright đã cố gắng hết sức, nhưng họ không thể làm cho cốt truyện rác rưởi, ngớ ngẩn của Adore trở nên đáng tin cậy." Metacritic đã đếm được 24 bài đánh giá với điểm trung bình là 37/100, cho thấy "các bài đánh giá nhìn chung không thuận lợi".
Damon Wise của tờ The Guardian đã cho phim đánh giá tích cực (4/5 sao); Metacritic blurb viết: "Một tác phẩm cực kỳ khiêu khích, có màn trình diễn dũng cảm và dễ bị tổn thương của Naomi Watts (người có vẻ hơi quá trẻ) và bậc thầy về diễn xuất trong nghề của Robin Wright (người được chọn một cách hoàn hảo)."

### Giải thưởng
| Giải thưởng                           | Hạng mục                            | Đề cử               | Kết quả   |
| ------------------------------------- | ----------------------------------- | ------------------- | --------- |
| Giải AACTA (lần thứ ba)               | - Kịch bản chuyển thể xuất sắc nhất | Christopher Hampton | Đề cử     |
| Giải AACTA (lần thứ ba)               | - Thiết kế sản xuất xuất sắc nhất   | Annie Beauchamp     | Đề cử     |
| Giải AACTA (lần thứ ba)               | - Thiết kế trang phục xuất sắc nhất | Joanna Mae Park     | Đề cử     |
| Giải AACTA (lần thứ ba)               | - Nữ diễn viên chính xuất sắc nhất  | Naomi Watts         | Đề cử     |
| Giải Film Critics Circle of Australia | - Nữ diễn viên xuất sắc nhất        | Naomi Watts         | Đoạt giải |

## Sản xuất
Bối cảnh những căn nhà với bãi biển chính được quay tại Seal Rocks, New South Wales, với vài cảnh biển khác được quay tại bãi biển có ngọn hải đăng Sugarloaf Point. Cảnh nơi họ làm việc trong phim được quay tại Shelly Beach, New South Wales trong khi cảnh quán rượu được quay ở Balmain, New South Wales. Các phân cảnh khác của phim cũng được quay ở Sydney.